# Bröderna Dal
Bröderna Dal (norsk originaltitel Brødrene Dal) är samlingsnamnet för fyra TV-serier och en långfilm producerade av Norsk Rikskringkasting om de äventyrslystna bröderna Gaus, Roms och Brumund Dal. Serierna blandar äventyr med humor där en ramhandling ofta avbryts av orelaterade sketcher. Paralleller till den absurda sketchhumor som lanserades av Monthy Python är tydliga.  
Trion KLM, bestående av Trond Kirkvaag, Knut Lystad och Lars Mjøen, var redan innan Bröderna Dal en etablerad humorgrupp i Norge. De skrev manus och spelade de tre bröderna samt flertalet av övriga roller. Brödernas namn anspelar på de norska ortnamnen Gausdal, Romsdal och Brumunddal. 
Bröderna Dal hade alltid sina typiska huvudbonader: Gaus hade en hatt av typ Kanadas ridande polis, Roms en australisk arméhatt med ett leopardmönstrat pälsband runt kullen, och Brumund Dal hade en tropikhjälm med en propeller på.
Under 2005 gav NRK ut de fyra serierna på DVD. 
Under 2006 planerades en femte TV-serie, men när Kirkvaag drabbades av sjukdom försenades projektet. Då han 2007 gick bort skrotades planerna helt. I stället omarbetades den scenföreställning som satts upp 1997, "Bröderna Dal och vikingasvärdets förbannelse" (Brødrene Dal og vikingsverdets forbannelse), till en långfilm med samma titel.
Eftertexterna ackompanjeras av låten "The eye of Wendor" med Mandalaband.

## Om TV-serierna

### Bröderna Dal och professor Drövels hemlighet
Norsk titel: Brødrene Dal og professor Drøvels hemmelighet, 13 avsnitt, 1978. Serien har sänts i Sveriges Television flera gånger. Först hade den premiär den 30 januari 1980, sedan i repriser sommaren 1981, hösten 1984 samt som en del av sommarlovsprogrammet 1989.
I serien beger sig  brödratrion iväg på en expedition för att hitta Professor Kurt Drøvel (spelad av Helge Reiss), som försvann 1950 under en expedition på älven Överflödet (Overfloden) utanför Oslo. Varje avsnitt avslutades med en cliffhanger och en upphetsad berättarröst som ber tittaren att inte missa nästa avsnitt.  

### Bröderna Dal och de mystiska spektralstenarna
Brødrene Dal og spektralsteinene i 13 avsnitt hade premiär 1981 Serien sändes i Sveriges television under sommaren 1982. Den gick sedan i repris under våren 1986, i sommarlovsprogrammet 1995 och i SVT Barn våren 2004.
Under en arkeologisk utgrävning hittar en av bröderna en "spektralsten". Efter instruktioner som de fått från ett rymdskepp bygger de en maskin som kan resa i tid och rum, och som drivs av dessa stenar. Genom att samla fler spektralstenar så hamnar de bland annat i det gamla Egypten, i Vilda Västern och på Robinsson Kruses ö.

### Bröderna Dal och legenden om Atlant-Is
Brødrene Dal og legenden om Atlant-Is. 12 avsnitt, hade premiär i Norge 1993. Det har i Sveriges television sänts i sommarlovsprogrammet 1995.
Bröderna har kallats till Sápmi för att hjälpa till att återfinna förlorade skatter. Spåren leder till den mytiska försvunna staden Atlant-Is.

### Bröderna Dal och mysteriet med Karl XII:s damasker
Brødrene Dal og mysteriet med Karl XIIs gamasjer, 10 avsnitt, 2005 Serien sändes i SVT Barn våren 2008.
För att förhindra att den Svensk-norska unionen ska återuppstå i samband med 100-årsminnet av dess upplösning måste Bröderna Dal hitta den svenske kungen Karl XII:s damasker.

## Rollista i urval
- Lars Mjøen – Gaus Dal
- Knut Lystad – Roms Dal
- Trond Kirkvaag – Brumund Dal
- Tom Mathisen – berättaren